# Anna Sochańska
Anna Jolanta Sochańska é uma diplomata polaca. Embaixadora na República da Irlanda (2019–2023).

## Biografia
Sochańska recebeu o grau de Mestre do Instituto de Prevenção Social e Ressocialização da Universidade de Varsóvia, escrevendo na sua tese sobre o comportamento informal de prisioneiros em campos de concentração. Ela também estudou no Colégio da Europa em Bruges (1993–1994).
Em 1991, Sochańska iniciou a sua carreira profissional no Ministério da Saúde, sendo responsável pela cooperação científica internacional. Em 1994, trabalhou para o Gabinete do Conselho de Ministros, no gabinete do Plenipotenciário para a Integração Europeia. Em 1995, ingressou no Ministério das Relações Externas (MRE). Integrou a equipa de negociação da adesão da Polónia à União Europeia, sendo responsável pelas questões de política externa e de segurança e relações externas. Em 1997, ela serviu na embaixada em Haia durante as presidências holandesa e luxemburguesa da UE. Entre 2001 e 2006 foi Conselheira para assuntos da UE na Embaixada em Londres. Após o seu regresso ao MRE, Sochańska foi Chefe da divisão da política de alargamento da UE e, posteriormente, Directora Adjunta para o Sudeste da Europa, Alargamento da UE e os aspectos externos da migração. Em 2018, ela tornou-se Directora do Departamento de Política Europeia. Em agosto de 2019, Sochańska foi nomeada Embaixadora Extraordinária e Plenipotenciária da Polónia na Irlanda. Ela apresentou a sua carta de crédito em outubro de 2019 ao presidente Michael D. Higgins.
Em 2014, Sochańska foi premiada com a Cruz de Ouro do Mérito.